# Jessica Tyler Brown
Jessica Tyler Brown (* 2. November 2004 in West Columbia, South Carolina) ist eine US-amerikanische Schauspielerin. Bekanntheit erlangte sie vor allem durch ihre wiederkehrende Rolle der Vivica Cross in der Fernsehserie Hawthorne, sowie durch ihre Rolle der Kristi in Paranormal Activity 3 und Paranormal Activity: Die Gezeichneten. Ihre Schwester Bailey Michelle Brown ist ebenfalls als Schauspielerin aktiv, ebenso deren Zwillingsbruder Tucker Brown, der es bisher allerdings nur zu sehr kurzen Gastauftritten brachte.

## Leben
Jessica Tyler Brown wurde im Jahre 2004 in der Kleinstadt West Columbia, die Teil der Columbia (South Carolina) Metropolitan Area ist, geboren. Nur knapp eineinhalb später kamen ihre Schwester Bailey Michelle sowie ihr Bruder Tucker zur Welt. Bereits im Alter von zwei Jahren entdeckten ihre Eltern ihr Schauspieltalent und meldeten sie für einen Workshop in Hickory, North Carolina, der Principal City von The Unifour, an. Dort wurde sie vom aus Los Angeles kommenden Talentscout Susie Mains entdeckt und nach Kalifornien geholt, wohin die gesamte Familie schließlich umzog, um den Werdegang der jungen Mädchen zu unterstützen. Anfänglichen Einsätzen in nationalen Werbespots und in Printmedien folgten schon bald darauf größere Engagements.
Noch in jungen Jahren starteten die beiden eine Karriere als Schauspielerinnen in Film und Fernsehen. Ihren ersten Filmauftritt hatten die beiden zusammen im Horrorfilm Paranormal Activity 3, wobei die Jüngere der beiden nur eine kleine Gastrolle innehatte und die Ältere eine junge Version einer der Hauptfiguren mimte. Während Bailey Michelle im Folgejahr in die Hauptbesetzung von See Dad Run geholt wurde, sammelte Jessica Tyler anfangs ebenfalls Erfahrung in Fernsehserien und wurde danach für verschiedene Filmproduktionen gebucht. So war sie noch im gleichen Jahr in einer wiederkehrenden Rolle in der Fernsehserie Hawthorne zu sehen. Dort lieh ihr die 2000 geborene Münchnerin Valeria Ceraolo die Stimme, wobei ihr hingegen in Paranormal Activity 3 Lilia Duda die deutsche Stimme gab.
Auch noch im Jahre 2011 hatte sie einen Auftritt in einer Folge der Sitcom Happy Endings, gefolgt von einer Nebenrolle im Film I Do im darauffolgenden Jahr. Weitere Filmauftritte sollten im Jahr 2013 folgen, wo sie gleich für drei verschiedenen Produktionen gebucht wurde. In den Spielfilmen Enter the Dangerous Mind und Wiener Dog Nationals war sie nur in kurzen Gastrollen zu sehen; im nur wenige Minuten dauernden Kurzfilm The Lull Breaker übernahm sie ebenfalls nur eine kleine Rolle und spielte dabei eine junge Version des von Ashleigh Sumner dargestellten Charakters. Anfang des Jahres 2014 wurde mit dem Paranormal-Activity-Ableger Paranormal Activity: Die Gezeichneten ein weiterer Horrorfilm mit Browns Beteiligung veröffentlicht. In dem Film ist sie erneut in der Rolle der jungen Kristi zu sehen; ihre eineinhalb Jahre jüngere Schwester wurde für diese Produktion nicht mehr gebucht.

## Filmografie
Filmauftritte (auch Kurzauftritte)
- 2011: Paranormal Activity 3
- 2012: I Do
- 2013: Enter the Dangerous Mind
- 2013: Wiener Dog Nationals
- 2013: The Lull Breaker (Kurzfilm)
- 2014: Paranormal Activity: Die Gezeichneten (Paranormal Activity: The Marked Ones)
- 2015: Paranormal Activity: Ghost Dimension

Serienauftritte (auch Gast- und Kurzauftritte)
- 2011: Hawthorne (2 Episoden)
- 2011: Happy Endings (1 Episode)